# Сен-Дени (Италия)
Сен-Дени́ (фр. Saint-Denis) — коммуна в Италии, располагается в автономном регионе Валле-д’Аоста.
Население составляет 371 человек (2008 г.), плотность населения составляет 34 чел./км². Занимает площадь 11 км². Почтовый индекс — 11023. Телефонный код — 0166.
Покровителем коммуны почитается святой Дионисий Парижский, празднование 9 октября.

## Демография
Динамика населения:

## Галерея

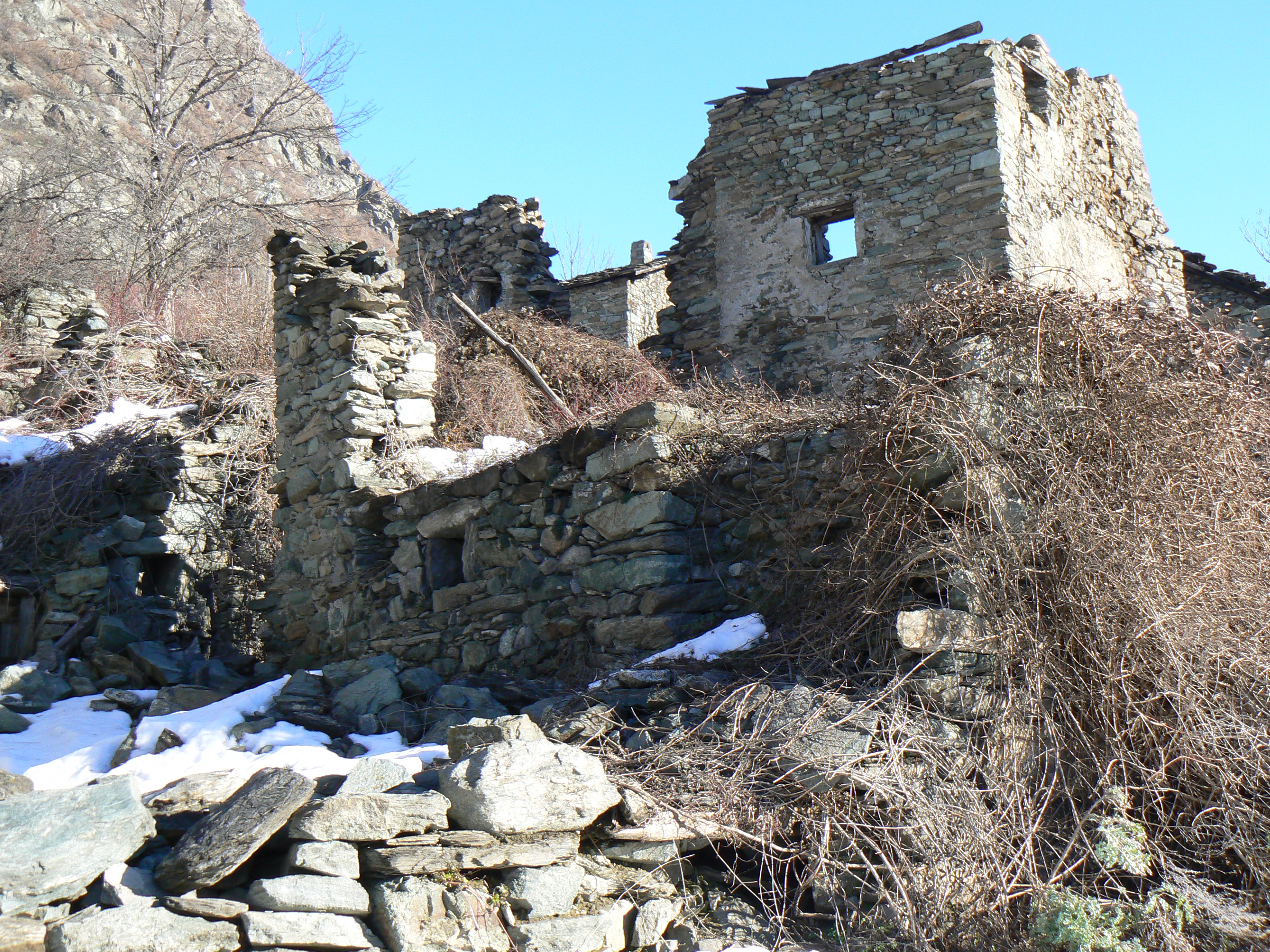
Руины в Барма (фр. Barmaz), деревня-призрак, вдоль Via Francigena
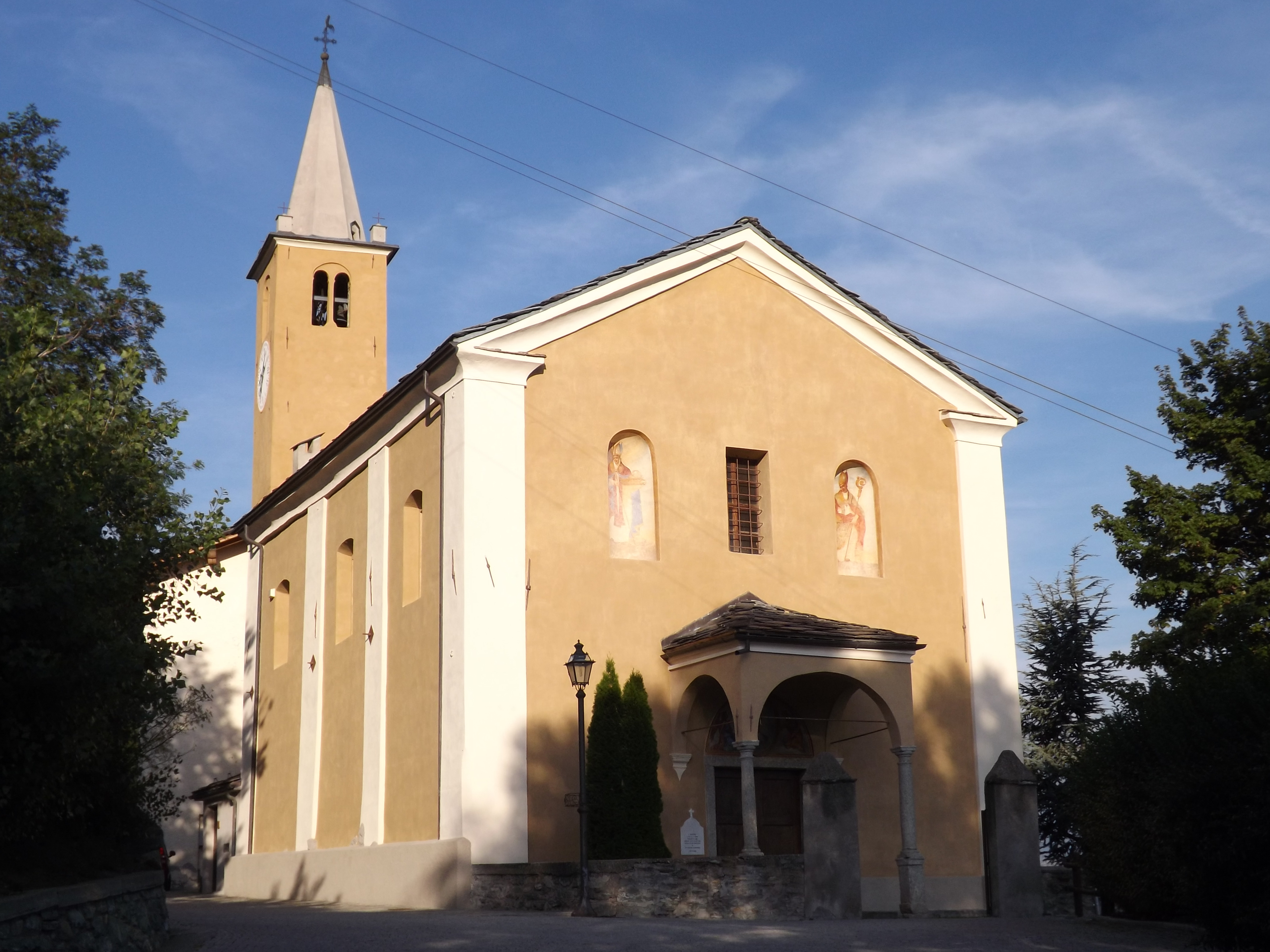
Храм святого Дионисия
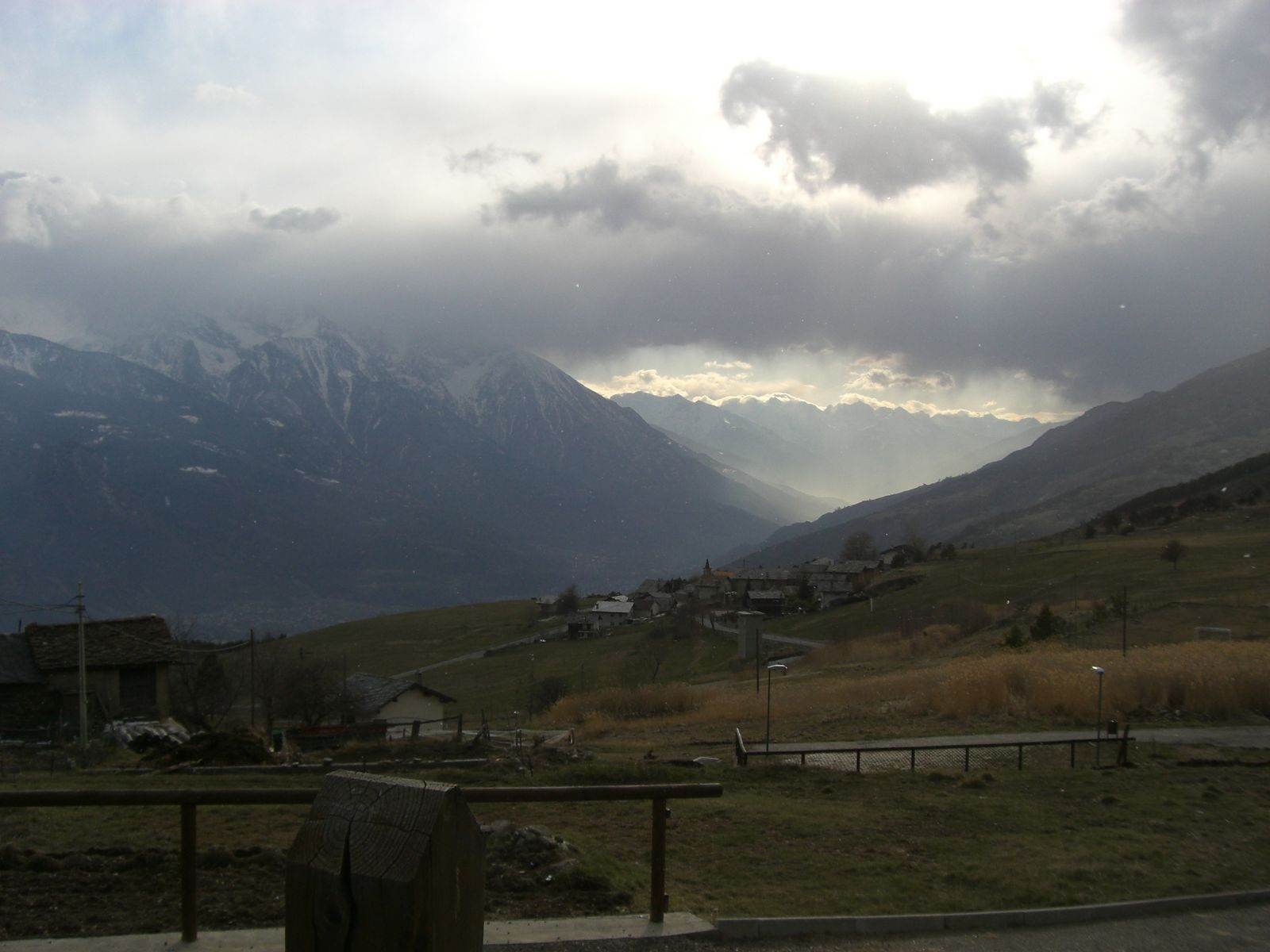
Панорама селения Пло (Plau). Вдали видна Аоста
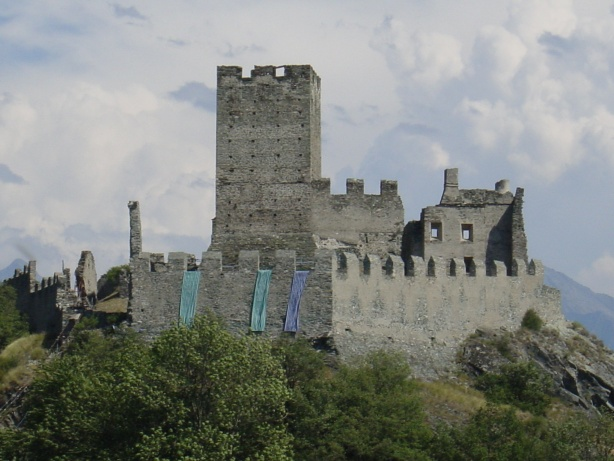
Панорама замка Кли (фр. Château de Cly)